# Vaganski vrh
Le Vaganski Vrh est le plus haut sommet du massif montagneux de Velebit appartenant à la chaîne des Alpes dinariques. Situé en Croatie non loin de la localité de Starigrad, il culmine à 1 758 mètres d’altitude.
Le sommet de la montagne est essentiellement recouvert d'herbes et de rochers. On y trouve toutefois quelques pins nains malgré les conditions rigoureuses à cette altitude. La montagne fait par ailleurs partie du parc national de Paklenica. Du haut de la montagne, il est possible d'apercevoir les montagnes de Bosnie-Herzégovine à l'est et certaines îles de la mer Adriatique à l'ouest. Par temps clair, il est également possible d'apercevoir au sud-ouest le mont Corno Grande (2 912 m) qui est le point culminant des Apennins en Italie.